# テトラフルオロホウ酸銀(I)
テトラフルオロホウ酸銀(I)（テトラフルオロホウさんぎん いち、英: silver(I) tetrafluoroborate, silver BF-4）は、無機化学、有機金属化学で用いられる無機化合物である。

## 用途・反応
ヘキサフルオロリン酸銀(I)と同様に、ハロゲン化物イオンもしくはハロゲン配位子を配位性の弱いテトラフルオロホウ酸イオンと置換させ、対カチオンの反応性を高めるために用いられる。ハロゲン化物イオンの引き抜きは、対応するハロゲン化銀の沈殿生成を駆動力として進行する。ハロゲン化銀は多くの溶媒に対して難溶であるため、平衡はハロゲン引き抜き・沈殿形成側へ片寄る。